# 大和晃三郎
大和 晃三郎（やまと こうざぶろう、本名：五十嵐由人、1942年7月7日 - ）は、日本の演歌歌手。
事業家の傍ら、三波春夫に師事。演歌を学ぶ。2002年、民事再生に伴い、事業から引退。演歌歌手としてデビュー。現在は三波春夫の意志を引き継ぎ、魂歌歌手として活動を行う。

## 来歴・人物
福島県昭和村出身。福島県会津の農家の長男として生まれる。福島県立福島農蚕高等学校中退。商人を夢見て上京。
商店資金を稼ぐため、18歳で独立。神奈川県林業の事業主となる。
ディスカウントストアダイクマの社長に出会い、昭和40年に念願の小売業入社。ダイクマに入社後、わずか数年で営業責任者に上り詰め、27歳で営業部長に就任。バラエティ部門を任され、ディスカウントストア販売形態の原型を創る。
その後ダイクマがイトーヨーカドーグループに買収されたのを機に、日本におけるディスカウントストア事業の先駆けとして、流通業界の雄として、アイワールドを設立。
一日の来店数25万人。ロールスロイスからトイレットペーパーまでの商品ラインナップ。映画館から結婚式場までが同一店舗内にあるという、当時としては珍しい総合複合施設として日本各地に出店する。
1975年に事業家として1神奈川県に「エンジョイライフショッピングセンター」株式会社アイワールドを設立し、社長に就任する。
アイワールドではわずか50坪の店で初年度に5億円を売り上げ、坪効率1千万円を達成させる。創業2年目には相模原店をオープン。20億円を売上げる。その後も業績を伸ばし、ホームセンター・ディスカウンター時代の先駆者として全国から見学者が殺到した。6年目で100億円の売り上げを達成し、快進撃を続ける。来場者一日25万人の記録を達成。
テレビ番組宮尾すすむの日本の社長などで取り上げられるなどディスカウントストアの先駆け。元アイワールド創業者。五十嵐由人経営塾塾長。
HI（ホームインプルーブメント）連合として、共同事業グループを立ち上げ、その基幹店となって共同仕入れ機構を作り、台湾韓国中国など近隣諸国から直輸入を開始して全国の連合店と共同仕入れを行った。年商売上4000億円の旗艦店として、年商400億円の売上を上げるほどディスカウントストアを一代で築きあげる。1985年には創業から10年で年商は300億円となっていた。
ロールスロイスからたまごっちまで販売し、次々と画期的な企画を連発。業界の注目を集めながら世界の一流品・ブランド品・高級品を集め、相模原に9万㎡の当時としては先がけとなる巨大店舗、さらには東大和市にも同コンセプトによる大型店舗をオープンさせ、時代の寵児として業界の話題をさらい続けた。グループ会社を合わせて400億円に及ぶ売り上げを達成。全国から新しい流通を学ぶ門下生が殺到し、無償で教育指導を行う。その後、全国にディスカウント形態のホームセンターが出店しはじめる。
バブル期の過大投資による有利子負債の圧迫によって、経営難に陥り、民事再生手続きを申請。わずか三ヶ月で民事再生を成功させるが、過大投資が命取りとなり、返済に困窮。2002年7月22日には民事再生に突入。アイワールドは再度業績不振に陥ったため、2013年に2度目となる民事再生法を申請したが、2015年に民事再生手続廃止決定を受けたと同時に破産手続開始決定を受けた。
2002年　個人の財産放棄。引責辞任。史上最短で民事再生。2002年　生きる研究所（五十嵐経営塾）を設立　講演会活動開始。
2010年　大和晃三郎の芸名で5歳の頃から念願であった演歌歌手としてデビュー。

## ディスコグラフィー
- 2010年「ふるさと回帰線」 鳥羽一郎プロデュース
- 「飛翔」
- 「里帰り」
- 「商人道」
- 「自叙伝」
- 「白虎隊」
- 「白虎隊花の影」
- 「炎」
- 「日本全国元気音頭」作詞 五十嵐由人、作曲 亜島圭二
- 「世界平和音頭」作詞 五十嵐由人、作曲 遠山亜希
- 「ついてる音頭」作詞 五十嵐由人、作曲 遠山亜希

## ラジオ番組
- ラジオ関西・ラジオ佐賀 「アントニオ・古賀の元気配達便」に１年間レギュラー出演

## 著書
- 『「天国と地獄をみた男～炎」』相模経済新聞、5年の連載から書籍化